# Szpęgawski

Herb Szpęgawski I

Herb Szpęgawski I odmienny

Herb Szpęgawski II

Szpęgawski (Spengawski, Spęgawski, Księżyc odmienny) – kaszubski herb szlachecki, według Przemysława Pragerta w zależności od wariantu zaliczany do odmian herbów Sas Pruski albo Księżyc (lub Trzy Gwiazdy). Według Alfreda Znamierowskiego, wariant II tego herbu jest odmianą Leliwy. Herb własny rodziny Szpęgawskich.

## Opis herbu
Herb znany przynajmniej w dwóch wariantach. Opisy z wykorzystaniem klasycznych zasad blazonowania:
Szpęgawski I (Spęgawski, Księżyc odmienny): W polu czerwonym półksiężyc srebrny nad którym trzy gwiazdy złote (1 i 2). Klejnot: nad hełmem w zawoju czerwono-srebrnym trzy pióra strusie. Labry czerwone podbite srebrem.
Szpęgawski I odmienny: Gwiazdy są cztery (1, 2 i 1), księżyc złoty, labry podbite złotem. Brak zawoju na hełmie.
Szpęgawski II (Spengawski, Spęgawski, Grabla-Spengawski, Grabla-Spęgawski, Sas pruski odmienny, błędnie Księżyc odmienny albo Trzy Gwiazdy odmienny, według Znamierowskiego Leliwa odmienny): W polu błękitnym półksiężyc srebrny na opak, nad nim trzy gwiazdy złote w pas (lub 1 i 2), pod nim strzała srebrna. Klejnot: nad hełmem w koronie ogon pawi.

## Najwcześniejsze wzmianki
Herb w wariancie podstawowym jest najstarszą wersją herbu Szpęgawski. Odnotował go Dachnowski (Herbarz szlachty Prus Królewskich...). Jego wersja I odmienna pochodzi z jednego z rękopisów Dachnowskiego z ok. 1714 roku. Herb w wersji II znany z przekazów Nowego Siebmachera (jako Spengawski) oraz Ostrowskiego (Księga herbowa rodów polskich).

## Herbowni
Szpęgawski (Spengawski, Spęgawski, Szpengawski) także z przydomkiem Grabla. Grablowie kojarzeni są głównie z wariantem II.
Szpęgawskim przypisywano też herby Sas Pruski oraz Księżyc (vel Trzy Gwiazdy).

### Rodzina Szpęgawskich
Drobna szlachta biorąca nazwisko od Szpęgawska na Kociewiu. Ich protoplastą jest być może Johannes Piecha, wzmiankowany w 1571, którego potomstwo przyjęło nazwisko odmiejscowe. Pierwsza wzmianka dotycząca nazwiska Szpęgawski pochodzi z 1586 (wdowa z domu Szpęgawska, siostra Michała Spęgawskiego). W kolejnym wieku wzmianki pochodzą z lat 1648 (Maciey Szpęgawski w Sobączu, inni w Chwarzenku i Wiecu Starym), 1682 (Pan Szpęgawski, Pani Spęgawska). Być może wygaśli w XVII wieku, chociaż podobno dziedziczyli jeszcze w XVIII wieku w Szpęgawsku. Szpęgawscy używali przydomka Grabla, przez co łączono ich z Grabla-Mściszewskimi. Herb przypisywany Grablom-Szpęgawskim (Szpęgawski II), nosi pewne podobieństwo do herbu Mściszewskich (Sas Pruski).